# Carlos Bacca
Carlos Arturo Bacca Ahumada (Puerto Colombia, 1986. szeptember 8. –) kolumbiai válogatott, profi labdarúgó, a Granada játékosa. Karrierjét az Atlético Juniorban kezdte, ahol 2010-ben a Categoría Primera A-ban gólkirályi címet kapott. 2012 januárjában Club Brugge KV-ba ment, ahol a Belga labdarúgó-bajnokságban a legtöbb gólt rúgta. Később 7 millió euróért cserébe a spanyol Sevillába vándorolt. Rögtön az első két, Sevillában töltött évben már kétszer sikerült elhódítania a csapattal az UEFA Európa-liga kupáját: a 2013-14, illetve a 2014-15-ös szezonban. Mindkét alkalommal ő talált be a hálóba a fináléban. 2015. június 30-án ötéves szerződést kapott a Milantól, miután az olasz csapat 30 millió eurót fizetett érte.
A válogatott színeiben 2010-ben mutatkozott be és már a 2014-es labdarúgó-világbajnokságon, illetve a 2015-ös Copa Americán kerettag volt a kolumbiai csapatban.

## Pályafutása

### Atlético Junior
Bacca felnőtt pályafutásának kezdete egészen 2006-ig nyúlik vissza, amikor a Atlético Juniorban futballozott. Nem volt sok lehetősége játszani, így másodállásban kénytelen volt buszvezető asszisztensként dolgozni, hogy el tudja tartani családját. 2007-ben kölcsönben játszott a Barranquilla FC csapatnál, ahol 27-szer szerepelt és 12-szer rúgott gólt. Ezek után Bacca a venezuelai Minervénnél játszott egy évig és egészen a második helyre vezette a csapatát, ahol egyébként 29 szereplésből szintén 12-szer volt eredményes. Később visszament a Barranquillába, ahol a liga gólkirálya lett 14 góllal.
Az Atlético Juniorba való visszatérése után rögtön a 2009-es Copa Columbiában gólkirályi címet szerzett 11 góllal. Egy évvel később bajnok lett a csapattal és szintén ő lőtte a legtöbb gólt a Categoria Primera A-ban. Ezt 2011-ben megismételte szintén az egyéni címmel, illetve az első hellyel.
A legnagyobb áttörést azonban az hozta Baccának, hogy európai klubok kezdtek érdeklődni iránta mint pl. a FK Lokomotyiv Moszkva és a Chievo. Már majdnem sikeres volt az átigazolása a Lokomotyiv Moszkvába, amikor helyette leigazolták az ecuadori támadót, Felipe Caicedót.

### Club Brugge

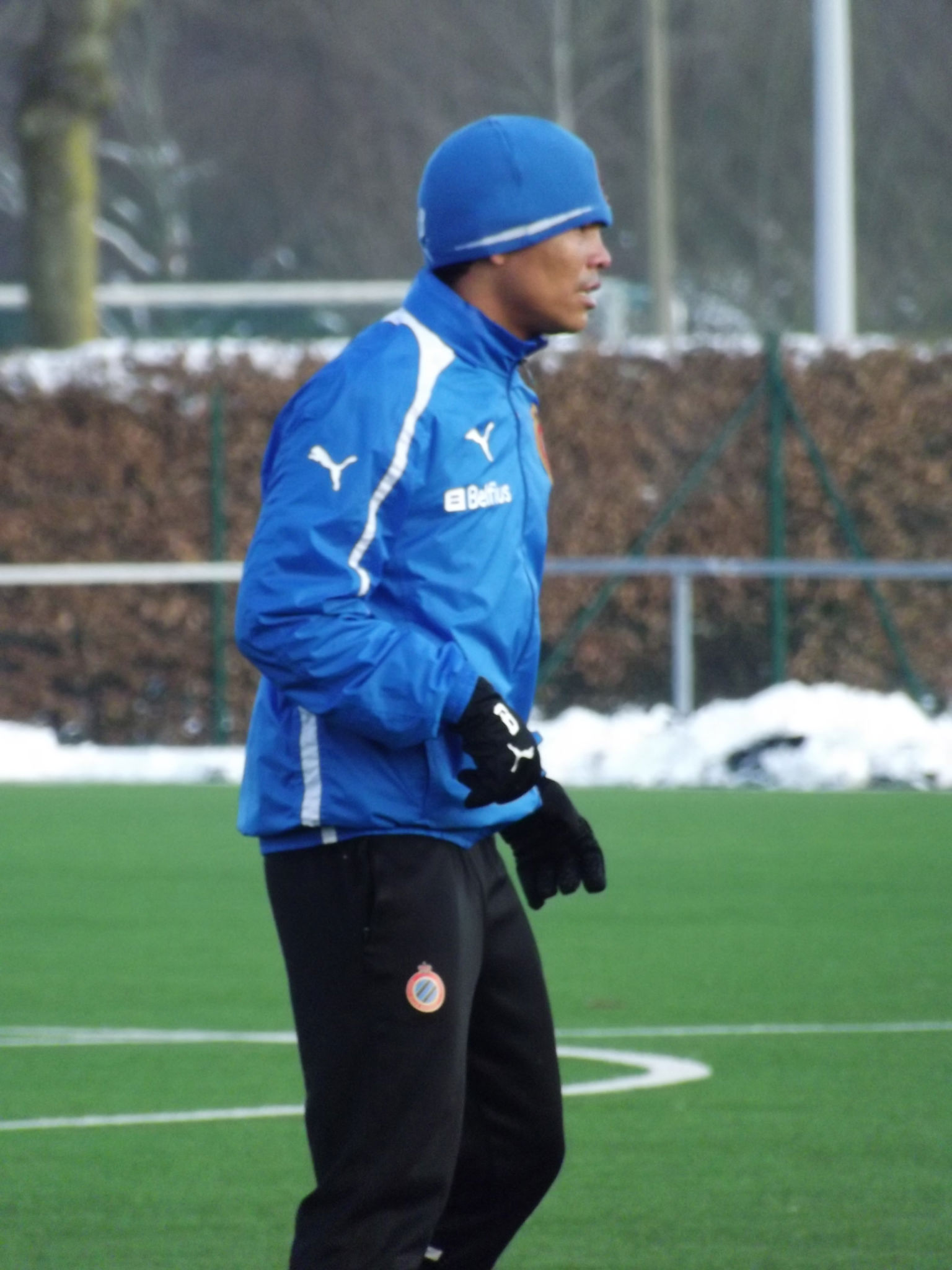
Bacca tréningezik a Club Brugge színeiben, 2013-ban

2012 első felében Bacca hároméves szerződést kötött a belgiumi Club Bruggel, 1,5 millió euróért cserébe. Egy álma vált valóra azzal, hogy Európában játszik.
A bemutatkozására 2012. január 21-én került sor, a 68. percben Lior Refaelov helyére jött be, azonban mérkőzést 1-0-ra elveszítették a Mechelen ellen. Az első három hónapban azért küzdött, hogy bekerüljön az első csapatba, ami sikerült is neki. 2012. április 15-én Bacca a Gent ellen megszerezte első gólját a klub színeiben, amely góllal sikerült megnyerniük a mérkőzést 1-0-ra. A szezon utolsó mérkőzésén még sikerült két gólt lőnie Kortrijk ellen, s 3-2-re győztek, ezzel a második helyet szerezték meg a Belga labdarúgó-bajnokságban.
A 2012-13-as szezon kezdetén Bacca több játéklehetőséget kapott, mivel eligazolt Joseph Akpala és elnyerte a bizalmát az új Georges Leekens vezetőedzőnek.
2013 januárjáig 18 gólt lőtt, később kérte, hogy helyezzék át az átigazolási listára, mert tovább akart állni. Több klub meg akarta venni, azonban egy váratlan fordulat után 2016-ig hosszabbított a csapatával.
A 2012-13-as szezon végén gólkirály lett a belga elsőosztályú bajnokságban. Ez egyben azt is jelentette, hogy az Év Játékosának jelölték Belgiumban, hat napot követően pedig el is nyerte azt.
Később a Twitter oldalán az alábbiakat írta:
|  | „Köszönöm a családomnak, barátaimnak és a klubnak, különösen Kolumbiának ezt a díjat. Köszönöm a támogatást!” |
|  | |

Club Bruggeben töltött évei alatt 45 meccsen 28-szor volt eredményes.

### Sevilla
2013. július 9-én Bacca 7 millió euróért került a Sevillába, ahol öt évre hosszabbított a spanyolokkal, 30 milliós kivásárlási árral.
A Copa EuroAmericanában megszerezte Bacca az első Sevilla gólját július 26-án, a Barcelona S.C. elleni mérkőzésen, melyet 3-1-re megnyertek. Ő szerezte meg klubjának az első selejtező gólt a 2013-14-es Európa-liga kvalifikációján, augusztus 1-jén, a Podgorica elleni 3-0-s diadalmeccsen. Augusztus 18-án debütált a LIGA BBVAba az Atlético Madrid elleni 1-3-ra vesztett hazai meccsen. Szeptember 25-én megszerezte első két bajnokságbeli gólját a Rayo Vallecano elleni 4-1-es mérkőzésen.
2014. március 26-án Bacca csodával határos módon két gólt lőtt a Real Madridnak , így beállította a 2-1-es hazai győzelmet a Ramón Sánchez Pizjuán Stadionban. Április 10-én a Porto ellen játszott negyeddöntőben, a visszavágón szintén gólt szerzett, így 4-2-es összesítéssel továbbjutottak az elődöntőbe. Két héttel később, az elődöntő első meccsén beállította a 2-0 végeredményt a Valencia ellen. Május 14-én, a döntőben tizenegyespárbajokkal legyőzték a Benficat, ahol egyébként Bacca szintén eredményes volt. Egy spanyol lap, a Marca a 2013-14-es LIGA BBVA idény legjobb igazolásának tartották Baccat. Az LFP Awards a 2013-14-es szezon legjobb amerikai játékosának választották, megelőzve ezzel Ángel Di Maríát és Neymart is.
2014. szeptember 30-án Bacca 2018-ig szerződést hosszabbított a Sevillaval. Ő vitte a csapatot, és meg sem álltak a Bajnokok Ligájáig.

### AC Milan
2015. június végén Bacca kolumbiai újságírók érdeklődésére elmondta, mindenben megegyezett a Milannal, így Olaszországban folytatja a pályafutását. Egyes hírek szerint 30 millió euróért ment a kolumbiai játékos a vörös-feketékhez.

### A válogatottban
Bacca legelső gólját 2010. augusztus 11-én szerezte Bolívia, az 1-1-es döntetlennel végződő mérkőzésen. Következő góljára 2012. október 17-ig kellett várni Kamerun ellen, melyen 3-0-ra győztek. 2014. május 31-én 2-2-re végződő, Szenegál elleni meccsen szintén gólt szerzett.
A 2014-es labdarúgó-világbajnokságon egészen a negyeddöntőig meneteltek, ahol Brazília legyőzte őket.
2014. október 30-án a Red Bull Arenában Salvador ellen kétszer volt eredményes és 3-0-ra legyőzték őket.
2015 májusában Bacca helyet kapott a szövetségi kapitány José Pékerman 23-as keretébe, így lehetősége volt a 2015-ös Copa Américában is játszani.
Miután június 17-én Brazília kikapott Kolumbiától, Neymar a meccs lefújását követően elrúgta a labdát, mely eltalálta Pablo Armerót. Bacca rögtön odafutott, és ellökte Neymart, mindketten piros lapot kaptak. Ezek után a kolumbiai 2, míg a brazil 4 meccses eltiltást kapott. A Copa Américán végül Kolumbia a negyeddöntőig jutott, miután a tizenegyespárbajokban 5-4 arányban kikaptak Argentína ellen.

## Sikerei, díjai

### Klub
- Atlético Junior
  - Kolumbiai bajnokság (2): 2010 (Apertura), 2011 (Finalización)
- Sevilla
  - Európa-liga: 2013–14, 2014–15
- AC Milan
  - Olasz szuperkupa: 2016
- Villarreal
  - Európa-liga: 2020–21

### Egyéni
- LFP - legjobb amerikai játékos:2013-14
- Belga labdarúgó-bajnokság gólkirálya: 2012-13
- Belga labdarúgó-bajnokság legjobb profi labdarúgója: 2012-13
- Európa-liga 23-as kerettag tagja: 2014-15

## Fordítás
Ez a szócikk részben vagy egészben  a   Carlos Bacca című a Wikipédia-szócikk ezen változatának fordításán alapul.  Az eredeti cikk szerkesztőit annak laptörténete sorolja fel. Ez a jelzés csupán a megfogalmazás eredetét és a szerzői jogokat jelzi, nem szolgál a cikkben szereplő információk forrásmegjelöléseként.